# Буржуа, Шарль-Франсуа
Шарль-Франсуа Буржуа (фр. Charles-François Bourgeois; 1759–1821) — французский военный деятель, бригадный генерал (1811 год), барон (1811 год), участник революционных и наполеоновских войн. 

## Биография
Родился в семье Франсуа Арну Буржуа (фр. François Arnould Bourgeois; ок.1730–1767) и его супруги Мари Физелье (фр. Marie Claude Fizelier; 1731–1784).
Начал военную службу 3 декабря 1777 года солдатом Овернского пехотного полка. Принимал участие в войне за независимость Соединённых Штатов. 26 июля 1778 года был тяжело ранен в ходе морского сражения у острова Уэссан. В 1792 году был избран капитаном 8-го батальона волонтёров Парижа. 1 января 1793 года получил звание подполковника. С этим батальоном сражался в рядах Северной и Вандейской армий. 12 сентября 1793 года с четырьмя сослуживцами храбро оборонял мост Се от превосходящих сил повстанцев и держался там под огнём мушкетов и двух орудий, размещённых на левом берегу Сарты. После того, как мост рухнул, он доблестно поддержал отступление разбитой дивизии генерала Дюу, был ранен и за проявленную храбрость награждён Почётной саблей и упоминанием в сводках армии. 18 марта 1794 года получил звание полковника штаба и был переведён в Западную армию. 14 ноября 1795 года - в Армию Шербура. 21 ноября 1798 года возглавил 19-ю полубригаду лёгкой пехоты. Принимал участие в Итальянской кампании 1800-1801 годов. 14 июня 1800 года отличился в сражении при Маренго, где двигаясь правее армии по указанию генерала Бертье, он построил свой полк в плотную колонну и штыковой атакой захватил деревню Кастель-Севиоло, взяв большое количество пленных. Удержал её под ураганным огнём противника и нанес своим противникам большие потери. Затем участвовал в переходе через Бренту, атаковал австрийцев у Монтебелло и преследовал их до Монтеккьо-Маджоре, откуда выбил три неприятельских полка, причём потерял лошадь, убитую под ним.
После реорганизации пехоты в сентябре 1803 года, его полубригада была расформирована. Буржуа, оставшись без служебного назначения, написал главе правительства письмо с напоминанием о прошлых заслугах и поиском работы. Первый консул доверил ему 5 октября 1803 года 1-й полк лёгкой пехоты. Принимал участие в кампаниях 1805-1807 годов в составе Итальянской и Неаполитанской армий. Он особенно отличился в Калабрии, 5 апреля 1806 года при Марторано, 4 июля 1806 года при Сан-Эфеми, 11 июля 1806 года при Реджо, 5 ноября 1806 года при Сан-Северо и 22 февраля 1807 года при нападении на Стронголи. В 1808 году вместе с полком был направлен для реорганизации в Верону, откуда в том же году выступил на Пиренейский полуостров, покрыл себя славой в осадах Валенсии и Тортосы, при взятии Монсеррата. В официальном бюллетене упоминается, что он особенно отличился во время штурма Таррагоны 21 июня 1811 года.
6 августа 1811 года произведён в бригадные генералы, и служил в Арагонской армии. С 11 сентября 1812 года занимал пост коменданта Мекиненса. 18 февраля 1814 года, после долгой и упорной обороны, попал в плен при капитуляции крепости и возвратился во Францию только в июне 1814 года.
В конце 1814 года назначен заместителем генерального инспектора 18-го и 19-го военных округов. Во время «Ста дней» присоединился к Императору и 6 апреля 1815 года возглавил 2-ю бригаду 1-й пехотной дивизии генерала Кио дю Пассажа 1-го армейского корпуса генерала Друэ д'Эрлона Северной армии. Принимал участие в Бельгийской кампании 1815 года, и 18 июня был ранен в сражении при Ватерлоо.
После второй Реставрации 1 августа 1815 года был уволен со службы. Умер 11 июля 1821 года в Париже возрасте 62 лет.

## Воинские звания
- Капитан (1792 год);
- Подполковник (1 января 1793 года);
- Полковник штаба (18 марта 1794 года);
- Бригадный генерал (6 августа 1811 года).

## Титулы
- Барон Буржуа и Империи (фр. baron Bourgeois et de l'Empire; декрет от 15 августа 1810 года, патент подтверждён 12 ноября 1811 года)[2].

## Награды
Легионер ордена Почётного легиона (11 декабря 1803 года)
 Офицер ордена Почётного легиона (14 июня 1804 года)